# 淮海地区
淮海之名最早见于《尚书·禹贡》中的“淮海惟扬州”，主要是指今天的江淮一带，后来徐州开始使用淮海一词。

## 历史上的行政区
汪精卫政权曾设立淮海省政府。 1942年1月，于江苏省北部原徐海道辖区设置苏淮特别区。1944年1月，正式改制升格为淮海省，以徐州为省会。其范围相当于现在江苏省的徐州市、连云港市、宿迁市全部，盐城市、淮安市北部沿淮一带，以及安徽省的宿州市、淮北市等地。

## 经济区域
今天中国设立了淮海经济区。包括江苏省的徐州市、连云港市、宿迁市；山东省的菏泽市、济宁市、临沂市、枣庄市；安徽省的淮北市、宿州市；河南省的商丘市，共10个地级市。中心城市为徐州。 。

## 地方戏曲
淮海戏是淮海地区的戏曲剧种，主要流行于淮北地区的淮阴、海州。源出于沭阳、海州、灌云一带流行的“拉魂腔”，因以板三弦伴奏，又称“三刮调”。淮海戏曾在民间称为“小戏”，与柳琴戏、泗州戏同源于“拉魂腔”。 淮海戏因流行于淮海地区，曾称“淮海小戏”，1955年正式定名为淮海戏。

## 交通
- 铁路

陇海铁路、京沪铁路、京沪高速铁路、兖石铁路、新兖铁路、胶新铁路、新长铁路。
- 公路

日东高速公路、沈海高速公路、京沪高速公路等。

## 主要港口
日照港
连云港港

## 历史名人
- 刘邦
- 项羽
- 刘裕
- 朱温
- 徐树铮

## 历史大事
- 垓下之战
- 楚汉争霸
- 徐州会战
- 徐蚌会战